# ペトリコール
ペトリコール（英: Petrichor）は、雨が降った時に、地面から上がってくる匂いを指す言葉。古代ギリシア語のpetros（πέτρος、石）とichor（ἰχώρ、神々の体内を流れているとされる霊液）からなる造語。

## 概要
この言葉は1964年にオーストラリア連邦科学産業研究機構の鉱物学者Isabel Joy BearとR. G. Thomasがネイチャーに発表した論文の中で作られた造語。
論文では、"長い間日照りが続いた後の最初の雨に伴う独特の香り"をペトリコールと定義している。特定の植物から生じた油が地面が乾燥している時に粘土質の土壌や岩石の表面に吸着し、雨によって土壌や岩石から放出されることにより独特の匂いが発生するとしている。
BearとThomasは1965年に、この油が種子の発芽と初期の生育を遅らせることを発表した。これは植物が成長するのに厳しい環境において種子の発芽を防ぐために発散させると考えられている。
雨の匂いの原因となる物質としては他に、雷によって発生するオゾンや土壌中の細菌が発生させるゲオスミンなどが知られている。